# Nati nel 1960/Dicembre
| Questa pagina contiene informazioni ricavate automaticamente dalle voci biografiche con l'ausilio del template Bio e di un bot. L'aggiornamento è periodico e automatico e ricostruisce completamente la pagina. Se manca una persona in questa lista, sei pregato di non aggiungerla, ma accertati piuttosto che la sua voce biografica contenga il template Bio e che i dati anagrafici siano correttamente compilati. Se il template Bio manca, inseriscilo tu stesso o, in alternativa, metti l'avviso {{tmp\|Bio}} che ne segnala la mancanza. Se i dati riportati sono sbagliati, correggi direttamente la voce biografica; le modifiche saranno visibili in questa lista entro pochi giorni. Per chiarimenti vedi il progetto biografie. La lista contiene solo le 256 persone che sono citate nell'enciclopedia e per le quali è stato implementato correttamente il template Bio. Pagina aggiornata al 18 ago 2025. |

- 1º dicembre - Carol Alt, supermodella e attrice statunitense
- 1º dicembre - Sergio Bambarén, scrittore, ingegnere e ambientalista peruviano
- 1º dicembre - Alessandra De Vizzi, traduttrice, giornalista e scrittrice italiana
- 1º dicembre - Norberto Oberburger, ex sollevatore italiano
- 1º dicembre - Stéphane Peyron, navigatore, esploratore e produttore televisivo francese
- 1º dicembre - Andrea Ehrig-Mitscherlich, ex pattinatrice di velocità su ghiaccio tedesca
- 1º dicembre - Leontina Văduva, soprano rumeno
- 1º dicembre - Wu Yuhua, ex calciatore cinese
- 2 dicembre - Natalino Balasso, attore, comico e scrittore italiano
- 2 dicembre - Massimo Da Rin, allenatore di hockey su ghiaccio e ex hockeista su ghiaccio italiano
- 2 dicembre - Deb Haaland, politica statunitense
- 2 dicembre - Anders Hejlsberg, informatico danese
- 2 dicembre - Joe Henry, cantautore e produttore discografico statunitense
- 2 dicembre - L.V., cantante e rapper statunitense
- 2 dicembre - Dave Mehmet, calciatore inglese († 2024)
- 2 dicembre - Duško Milinković, ex calciatore jugoslavo
- 2 dicembre - Bryan Millard, ex giocatore di football americano statunitense
- 2 dicembre - Antonio Orejuela, ex calciatore spagnolo
- 2 dicembre - Rick Savage, bassista britannico
- 2 dicembre - Nigel Spackman, ex calciatore e allenatore di calcio inglese
- 2 dicembre - Justus von Dohnányi, attore tedesco
- 3 dicembre - Stefano Caldoro, politico italiano
- 3 dicembre - Daryl Hannah, attrice e attivista statunitense
- 3 dicembre - Igor' Larionov, ex hockeista su ghiaccio sovietico
- 3 dicembre - Julianne Moore, attrice e scrittrice statunitense
- 3 dicembre - Mike Ramsey, ex hockeista su ghiaccio statunitense
- 3 dicembre - Giampaolo Spinato, scrittore, drammaturgo e giornalista italiano
- 3 dicembre - Steven Swanson, ex astronauta e ingegnere statunitense
- 3 dicembre - Giacomo Zunico, allenatore di calcio e ex calciatore italiano
- 4 dicembre - Ciro Capobianco, poliziotto italiano († 1981)
- 4 dicembre - Antonio Dipollina, giornalista, critico televisivo e scrittore italiano
- 4 dicembre - Jeffrey Nachmanoff, sceneggiatore, regista e produttore televisivo statunitense
- 4 dicembre - Glynis Nunn, ex multiplista australiana
- 4 dicembre - Wang Yifu, tiratore a segno cinese
- 4 dicembre - Ahmad al-Ja'bari, militare palestinese († 2012)
- 5 dicembre - Peter Baldacchino, vescovo cattolico maltese
- 5 dicembre - Brian Bromberg, bassista, contrabbassista e produttore discografico statunitense
- 5 dicembre - José Luis Escrivá, economista e politico spagnolo
- 5 dicembre - Osvaldo Golijov, compositore e musicista argentino
- 5 dicembre - Günter Hermann, allenatore di calcio e ex calciatore tedesco
- 5 dicembre - Cathy Lingenga, ex cestista della Repubblica Democratica del Congo
- 5 dicembre - Paul Abel Mamba Diatta, vescovo cattolico senegalese
- 5 dicembre - Jack Russell, cantante statunitense († 2024)
- 5 dicembre - Jérôme Simon, ex ciclista su strada francese
- 5 dicembre - Yim Soon-rye, regista, sceneggiatrice e produttrice cinematografica sudcoreana
- 6 dicembre - Roberto Bernabò, giornalista italiano
- 6 dicembre - Ralf Lindermann, attore tedesco
- 6 dicembre - Jasmina Perazić, ex cestista e allenatrice di pallacanestro jugoslava
- 6 dicembre - Lindsay Scott, ex giocatore di football americano statunitense
- 6 dicembre - Toke Talagi, politico niueano († 2020)
- 6 dicembre - Diederik Wissels, musicista olandese
- 7 dicembre - Jacob Barnabas Chacko Aerath, vescovo cattolico indiano († 2021)
- 7 dicembre - Élisabeth Chaud, ex sciatrice alpina francese
- 7 dicembre - Damiano Coletta, politico e medico italiano
- 7 dicembre - Holger C. Gotha, attore, regista e produttore televisivo tedesco
- 7 dicembre - Abdellatif Kechiche, attore, regista e sceneggiatore tunisino
- 7 dicembre - Luciano Lanna, giornalista e saggista italiano
- 7 dicembre - Tom Nichols, politologo e saggista statunitense
- 7 dicembre - Antonello Piroso, giornalista, autore televisivo e conduttore televisivo italiano
- 7 dicembre - Stefano Postiglione, ex pallanuotista italiano
- 7 dicembre - Aimee Stephens, funzionaria statunitense († 2020)
- 7 dicembre - Sergej Švecov, ex calciatore sovietico
- 7 dicembre - István Szelei, ex schermidore ungherese
- 7 dicembre - Josefa Zapata, ex schermitrice messicana
- 8 dicembre - Aaron Allston, scrittore e autore di giochi statunitense († 2014)
- 8 dicembre - Brunella Andreoli, attrice italiana
- 8 dicembre - Sólveig Anspach, regista e sceneggiatrice islandese († 2015)
- 8 dicembre - Niculae Bădălău, politico e agronomo rumeno
- 8 dicembre - Anders Frandsen, cantante e conduttore televisivo danese († 2012)
- 8 dicembre - Inger Helene Nybråten, ex fondista norvegese
- 8 dicembre - Sylvie Parera, modella francese
- 8 dicembre - Emanuele Piazza, poliziotto e agente segreto italiano († 1990)
- 8 dicembre - David Riley, ex calciatore inglese
- 8 dicembre - Helga Schmid, diplomatica tedesca
- 9 dicembre - Stefen Fangmeier, effettista statunitense
- 9 dicembre - Caroline Lucas, politica britannica
- 9 dicembre - Niko Paech, economista tedesco
- 9 dicembre - Giovanni Perdichizzi, allenatore di pallacanestro italiano
- 9 dicembre - Carlos Alberto Souza dos Santos, ex calciatore brasiliano
- 10 dicembre - Rati Agnihotri, attrice indiana
- 10 dicembre - Kenneth Branagh, attore, regista e sceneggiatore nordirlandese
- 10 dicembre - Stefan Dotzler, ex fondista tedesco occidentale
- 10 dicembre - Lang Ping, ex pallavolista e allenatrice di pallavolo cinese
- 10 dicembre - Claude Robin, allenatore di calcio, dirigente sportivo e ex calciatore francese
- 10 dicembre - Kōichi Satō, attore giapponese
- 10 dicembre - Michael Schoeffling, attore e ex modello statunitense
- 10 dicembre - Mark Takano, politico statunitense
- 11 dicembre - Víctor Callejas, ex pugile portoricano
- 11 dicembre - Marijke Dillen, politica e avvocata belga
- 11 dicembre - Anders Eldebrink, allenatore di hockey su ghiaccio e ex hockeista su ghiaccio svedese
- 11 dicembre - Benjamín Galindo, allenatore di calcio e ex calciatore messicano
- 11 dicembre - Mark Harrison, allenatore di calcio e ex calciatore inglese
- 11 dicembre - John Lukic, ex calciatore inglese
- 11 dicembre - Roberta Pelosi, tiratrice a volo italiana
- 11 dicembre - Rachel Portman, compositrice britannica
- 11 dicembre - Raoul Precht, scrittore, poeta e traduttore italiano
- 12 dicembre - Manuel Bandera, attore spagnolo
- 12 dicembre - Volker Beck, politico tedesco
- 12 dicembre - Roberto Cenci, regista televisivo e autore televisivo italiano
- 12 dicembre - Gabriel Corrado, attore argentino
- 12 dicembre - Joe Curmi, ex calciatore maltese
- 12 dicembre - Mustapha El Biyaz, ex calciatore marocchino
- 12 dicembre - Valter Giuliani, astronomo italiano
- 12 dicembre - Vésteinn Hafsteinsson, ex discobolo e allenatore di atletica leggera islandese
- 12 dicembre - Martina Hellmann, ex discobola tedesca
- 12 dicembre - Krzysztof Kosedowski, ex pugile polacco
- 12 dicembre - Petăr Lesov, ex pugile bulgaro
- 12 dicembre - Q Lazzarus, cantante statunitense († 2022)
- 12 dicembre - Komlan Mally, politico togolese
- 12 dicembre - Masahiko Nishimura, attore giapponese
- 12 dicembre - Reggie Phillips, ex giocatore di football americano statunitense
- 12 dicembre - Vitaliano Trevisan, scrittore, attore e drammaturgo italiano († 2022)
- 12 dicembre - Jaap van Zweden, direttore d'orchestra e violinista olandese
- 13 dicembre - José Eduardo Agualusa, scrittore angolano
- 13 dicembre - Ljubov' Aleksandrova, ex cestista sovietica
- 13 dicembre - Marina Giulia Cavalli, attrice italiana
- 13 dicembre - Rusty Cundieff, regista, produttore cinematografico e sceneggiatore statunitense
- 13 dicembre - Adeva, cantante statunitense
- 13 dicembre - Richard Dent, ex giocatore di football americano statunitense
- 13 dicembre - Oliver Dashe Doeme, vescovo cattolico nigeriano
- 13 dicembre - Trey Gunn, chitarrista e bassista statunitense
- 13 dicembre - Bernard Pardo, ex calciatore francese
- 14 dicembre - Hussein Al-Sheikh, politico palestinese
- 14 dicembre - Catherine Coleman, ex astronauta e chimica statunitense
- 14 dicembre - James Comey, dirigente pubblico statunitense
- 14 dicembre - Michèle Flournoy, politica e funzionario statunitense
- 14 dicembre - Don Franklin, attore statunitense
- 14 dicembre - Jacques Hanegraaf, ex ciclista su strada e dirigente sportivo olandese
- 14 dicembre - Florin Iordache, politico rumeno
- 14 dicembre - Harry James, batterista britannico
- 14 dicembre - Savino Parisi, mafioso italiano
- 14 dicembre - Viktor Pinčuk, imprenditore e politico ucraino
- 14 dicembre - Ebrahim Raisi, politico e magistrato iraniano († 2024)
- 14 dicembre - Chris Waddle, ex calciatore e allenatore di calcio inglese
- 14 dicembre - Diane Williams, ex velocista statunitense
- 15 dicembre - Fabio Bruno, scacchista italiano
- 15 dicembre - Riccardo Cassini, scrittore e autore televisivo italiano
- 15 dicembre - Thomas Prosser, ex saltatore con gli sci tedesco occidentale
- 15 dicembre - Charlie Rapino, musicista e produttore discografico italiano
- 15 dicembre - Nicola Scano, giornalista e politico italiano
- 15 dicembre - Tom Sundby, ex calciatore norvegese
- 16 dicembre - Pierfrancesco Campanella, regista cinematografico, sceneggiatore e giornalista italiano
- 16 dicembre - Sid Eudy, wrestler statunitense († 2024)
- 16 dicembre - Han Qingling, ex cestista cinese
- 16 dicembre - Allen Kurzweil, scrittore statunitense
- 16 dicembre - Jürgen Schröder, ex pallanuotista tedesco
- 16 dicembre - Mark Wotte, allenatore di calcio, dirigente sportivo e ex calciatore olandese
- 16 dicembre - Pat van den Hauwe, ex calciatore gallese
- 17 dicembre - Moreno Argentin, ex ciclista su strada italiano
- 17 dicembre - Tino Iannuzzi, politico italiano
- 17 dicembre - Tarako, cantante e doppiatrice giapponese († 2024)
- 17 dicembre - Ljiljana Ljubisic, ex atleta paralimpica canadese
- 17 dicembre - Michael Puleo, ballerino statunitense
- 17 dicembre - Rita Rabassini, scenografa italiana
- 17 dicembre - Marin Rajkov, politico e diplomatico bulgaro
- 17 dicembre - Pedro Rebolledo, ex tennista cileno
- 17 dicembre - Arturo Villone, regista italiano
- 17 dicembre - Tilly Vosburgh, attrice britannica
- 18 dicembre - Hans-Jörg Criens, calciatore tedesco († 2019)
- 18 dicembre - Heinrich Grandi, imprenditore italiano
- 18 dicembre - Harold van der Heijden, scacchista e compositore di scacchi olandese
- 18 dicembre - Mohammed bin Isa Al Khalifa, nobile e generale bahreinita
- 18 dicembre - Adèle Kamanga, ex cestista della Repubblica Democratica del Congo
- 18 dicembre - Audie Norris, ex cestista e allenatore di pallacanestro statunitense
- 18 dicembre - Gerasimos Skiadaresīs, attore greco
- 18 dicembre - Da-Wen Sun, ingegnere cinese
- 18 dicembre - Naoko Yamano, cantante e musicista giapponese
- 18 dicembre - Yoon Suk-yeol, politico e magistrato sudcoreano
- 19 dicembre - Geremia Di Costanzo, taekwondoka italiano
- 19 dicembre - Donatella Duranti, politica italiana
- 19 dicembre - Frank Galan, cantante belga
- 19 dicembre - Marco Guadagno, attore, doppiatore e direttore del doppiaggio italiano
- 19 dicembre - Raffaella Fiormaria Marin, psicologa e politica italiana
- 20 dicembre - Pedro Abrunhosa, cantante e compositore portoghese
- 20 dicembre - Noel Attard, ex calciatore maltese
- 20 dicembre - Nalo Hopkinson, autrice di fantascienza giamaicana
- 20 dicembre - Kim Ki-duk, regista, sceneggiatore e produttore cinematografico sudcoreano († 2020)
- 20 dicembre - Elisabetta Virgili, attrice e cantante italiana
- 21 dicembre - Milan Ivanović, allenatore di calcio e ex calciatore jugoslavo
- 21 dicembre - Elisabeth Kraml, ex sciatrice alpina austriaca
- 21 dicembre - Bruce Savage, ex calciatore e allenatore di calcio statunitense
- 22 dicembre - Jean-Michel Basquiat, writer e pittore statunitense († 1988)
- 22 dicembre - Tyrell Biggs, ex pugile statunitense
- 22 dicembre - Mark Brydon, musicista, compositore e produttore discografico britannico
- 22 dicembre - Emil Chau, cantante, compositore e attore hongkonghese
- 22 dicembre - Václav Daněk, allenatore di calcio e ex calciatore cecoslovacco
- 22 dicembre - João Ferreira Nunes, architetto del paesaggio portoghese
- 22 dicembre - Kazuo Hirai, imprenditore giapponese
- 22 dicembre - Kassim Majaliwa, politico tanzaniano
- 22 dicembre - Márcio Rezende de Freitas, ex arbitro di calcio brasiliano
- 22 dicembre - Ricardo Waddington, regista televisivo e produttore televisivo brasiliano
- 22 dicembre - Zoran Živković, politico serbo
- 23 dicembre - Yukito Ayatsuji, scrittore giapponese
- 23 dicembre - Roberto Lacedelli, giocatore di curling italiano
- 23 dicembre - Zindzi Mandela, attivista, diplomatica e scrittrice sudafricana († 2020)
- 23 dicembre - Miyuki Miyabe, scrittrice giapponese
- 23 dicembre - David Pasquesi, attore e comico statunitense
- 23 dicembre - Philip Szanyiel, ex cestista e allenatore di pallacanestro francese
- 23 dicembre - Edward Joseph Weisenburger, arcivescovo cattolico statunitense
- 24 dicembre - Luciano Bruni, allenatore di calcio e ex calciatore italiano
- 24 dicembre - Mimì Ciaramella, batterista italiano
- 24 dicembre - Emmanuel Félémou, vescovo cattolico guineano († 2021)
- 24 dicembre - Yves Le Saux, vescovo cattolico francese
- 24 dicembre - Glenn McQueen, animatore canadese († 2002)
- 24 dicembre - Charles Ng, serial killer cinese
- 24 dicembre - Fuyumi Ono, scrittrice giapponese
- 24 dicembre - Marjan Podobnik, politico e imprenditore sloveno
- 24 dicembre - Enrico Rimoldi, regista italiano
- 24 dicembre - Carol Vorderman, personaggio televisivo e conduttrice televisiva britannica
- 25 dicembre - Gal Knaz, ex cestista israeliano
- 25 dicembre - Mario Micaloni, ingegnere aerospaziale, scacchista e compositore di scacchi italiano
- 25 dicembre - Dmitrij Sucharev, ex cestista russo
- 26 dicembre - Aziz Bouderbala, ex calciatore marocchino
- 26 dicembre - Otakar Janecký, ex hockeista su ghiaccio ceco
- 26 dicembre - Michela Matteoli, biologa italiana
- 26 dicembre - Stuart Milk, attivista statunitense
- 26 dicembre - Temuera Morrison, attore neozelandese
- 26 dicembre - Jeffrey Olver, ex calciatore e ex giocatore di calcio a 5 australiano
- 26 dicembre - Stefano Palatresi, musicista, cantante e direttore d'orchestra italiano
- 26 dicembre - Carlo Sacchetti, autore televisivo e conduttore televisivo italiano
- 27 dicembre - Maryam d'Abo, attrice e modella britannica
- 27 dicembre - Fabrizio Binacchi, giornalista e conduttore televisivo italiano
- 27 dicembre - Jeff Fortenberry, politico statunitense
- 27 dicembre - Martin Glover, musicista e produttore discografico britannico
- 27 dicembre - Jesús González de Zárate Salas, arcivescovo cattolico venezuelano
- 27 dicembre - Ignacio Martínez de Pisón, sceneggiatore, giornalista e scrittore spagnolo
- 27 dicembre - Anton Rop, politico sloveno
- 28 dicembre - Tove Alsterdal, scrittrice, giornalista e sceneggiatrice svedese
- 28 dicembre - Dwight Anderson, cestista statunitense († 2020)
- 28 dicembre - Ray Bourque, ex hockeista su ghiaccio canadese
- 28 dicembre - Teo Ciavarella, pianista e compositore italiano († 2025)
- 28 dicembre - John Fitzgerald, allenatore di tennis e ex tennista australiano
- 28 dicembre - Latif Gjondeda, ex calciatore albanese
- 28 dicembre - Chad McQueen, produttore televisivo, pilota di rally e imprenditore statunitense († 2024)
- 28 dicembre - Shin'ichi Morishita, ex calciatore giapponese
- 28 dicembre - Michael Rudroff, pilota motociclistico tedesco
- 28 dicembre - Mel Turpin, cestista statunitense († 2010)
- 29 dicembre - Carola Anding, ex fondista tedesca orientale
- 29 dicembre - Jeff Campitelli, batterista statunitense
- 29 dicembre - Daniele Fontecchio, ex ostacolista italiano
- 29 dicembre - Grant Llewellyn, direttore d'orchestra gallese
- 29 dicembre - Thomas Lubanga, criminale di guerra e generale della Repubblica Democratica del Congo
- 29 dicembre - James Martin, gesuita e scrittore statunitense
- 29 dicembre - Stefano Mondini, doppiatore, attore e direttore del doppiaggio italiano
- 29 dicembre - Luca Scribani Rossi, tiratore a volo italiano
- 30 dicembre - Ljudmila Valentinovna Berlinskaja, pianista e attrice russa
- 30 dicembre - Mike Bost, politico statunitense
- 30 dicembre - Norio Tsuruta, regista, sceneggiatore e produttore cinematografico giapponese
- 30 dicembre - Stefano Vavoli, ex calciatore italiano
- 30 dicembre - Roberto Venturini, medico e politico sammarinese
- 30 dicembre - Heather Wilson, politica e militare statunitense
- 31 dicembre - Marco Bozzola, allenatore di pallamano e ex pallamanista italiano
- 31 dicembre - Siv Bråten, ex biatleta norvegese
- 31 dicembre - Steve Bruce, allenatore di calcio e ex calciatore inglese
- 31 dicembre - Broderick Dyke, ex tennista australiano
- 31 dicembre - Amelia Felle, soprano italiana